# Obserwatorium Féliksa Aguilara
Obserwatorium Féliksa Aguilara (hiszp. Observatorio Félix Aguilar) – argentyńskie obserwatorium astronomiczne położone w prowincji San Juan. Zgodnie z nomenklaturą Międzynarodowej Unii Astronomicznej obserwatorium to otrzymało kod 808.
Przed rokiem 1990, nosiło nazwę El Leoncito, a obecnie nadano mu imię na cześć argentyńskiego astronoma i inżyniera Féliksa Aguilara (1884–1943).
Główny teleskop w obserwatorium posiada dwie soczewki, każda o średnicy 20 cali (ok. 50,8 cm). Soczewki skupiają niezależnie światło na dwóch płytach fotograficznych, jedna przeznaczona do obserwacji światła niebieskiego, a druga światła żółtego.
Obserwatorium Féliksa Aguilara ma na swoim koncie odkrycie 63 obiektów z pasa planetoid.